# 波莫瑞地區科瓦萊沃
波莫瑞地區科瓦萊沃是波蘭的城鎮，位於該國北部，距離托倫25公里，由庫亞維-波美拉尼亞省負責管轄，始建於十三世紀，面積4.45平方公里，2006年人口4,055。
53°09′N 18°54′E / 53.150°N 18.900°E